# Festejo de São Pedro e São Marçal em São Luís (Maranhão)
O Festejo de São Pedro e de São Marçal são dois eventos religiosos e de cultura popular realizados em São Luís, capital do Maranhão. Marcam o encerramento das festividades juninas no estado.

## Festa de São Pedro
A tradicional festa de São Pedro ocorre na madrugada do dia 28 para o dia 29 junho, no Largo de São Pedro (na Madre Deus), reunindo milhares de brincantes de bumba-meu-boi, além de fiéis ao santo padroeiro dos pescadores.
É um momento de agradecimento pela temporada junina e pedido de bençãos pra a próxima. A ladeira e as escadas da Capela de São Pedro tornam-se ponto de encontro dos diversos "sotaques" do bumba-meu-boi, reunindo os batalhões de baixada, zabumba e matraca, com suas toadas e batidas.
Pela manhã, é feita uma procissão marítima, com barcos saindo do Cais da Praia Grande. A imagem de São Pedro é levada pelas embarcações em um percusso que passa  pelo Porto de Genipapeiro, Ponta d’Areia, Barragem do Bacanga e de volta para a rampa Campos Melo, por quase duas horas. Também é feita uma procissão terrestre pelo centro da cidade no fim da tarde.
O dia 29 de junho (dia de São Pedro) é feriado municipal em São Luís.

## Festa de São Marçal

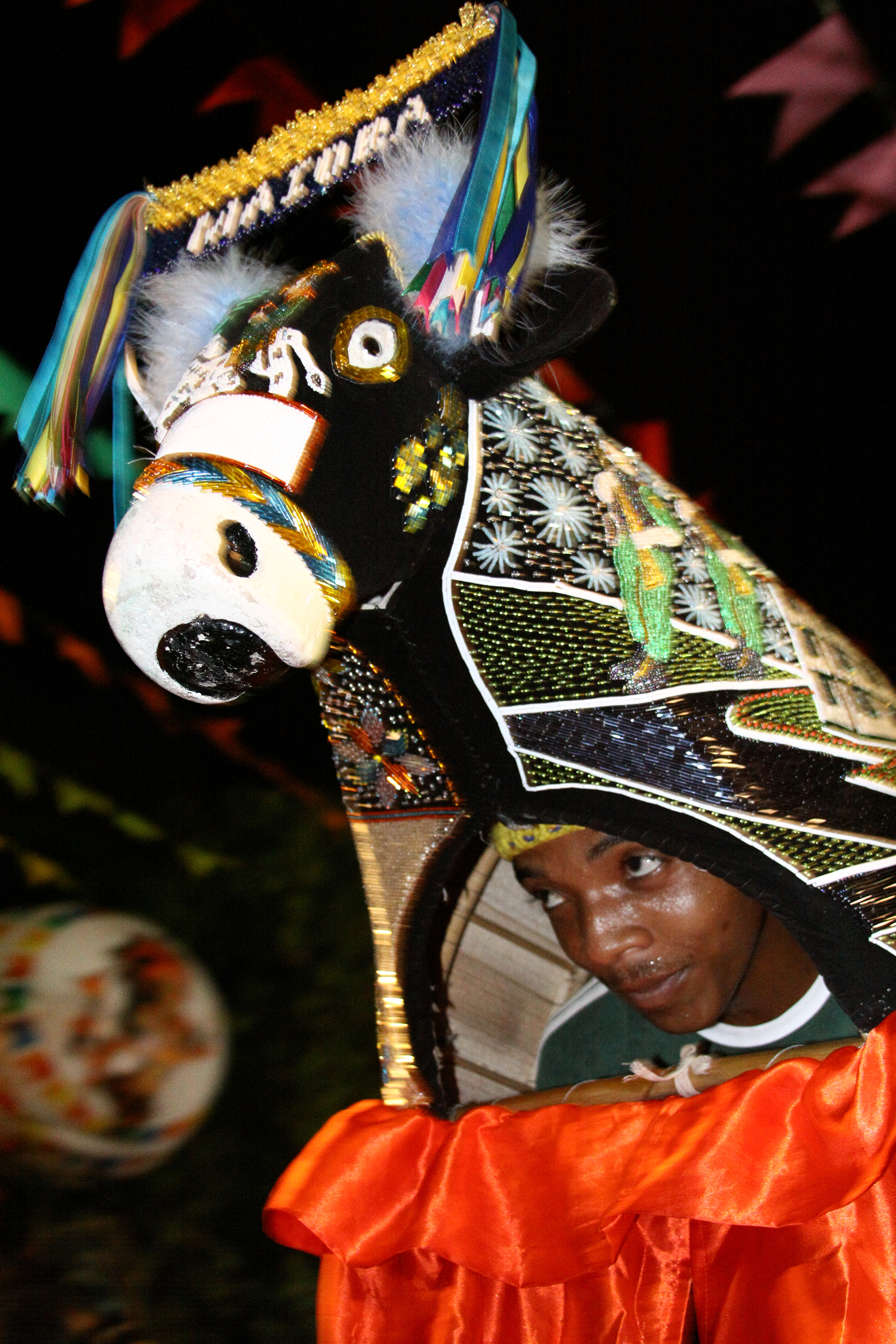
"Miolo" do boi: o integrante do grupo que fica embaixo do boi.

A festa de São Marçal ocorre no dia 30 de junho, marcado pelo Encontro dos Batalhões de Bumba Meu Boi, no bairro do João Paulo, reunindo bois de matraca, com início desde as 6h da manhã e se estendendo até a madrugada do dia 1° de julho.
Durante todo o dia, cerca de 300 mil pessoas participam da festa. As atrações mais aguardadas são os bois da Maioba, Maracanã, Pindoba, Iguaíba e São José de Ribamar.
A festa de São Marçal teria surgido a partir da proibição aos grupos de bumba-meu-boi de seguirem para a área do centro da cidade, sob pretexto de manutenção da segurança, ordem e tranquilidade, em razão da discriminação contra a cultura popular. Como a polícia não permitia que os brincantes passassem do Areal do João Paulo, o local se tornou ponto de encontro dos grupos e foi se consolidando a cada ano e se expandindo.
Outra versão afirma que o primeiro encontro de bois no João Paulo ocorreu em 29 de junho de 1928, quando os batalhões do Sítio do Apicum, o Boi do Lugar dos Índios, do povoado de São José dos Índios, em São José de Ribamar, (e talvez o Boi da Maioba) se reuniram sob o pedido de José Pacífico de Moraes, comerciante, apreciador da cultura popular, que resolveu reproduzir, em seu bairro, um encontro que já ocorria desde 1924, todo dia 29, em honra a São Pedro, na então Vila do Anil. Com o passar dos anos, a brincadeira foi se multiplicando e sua aceitação nos bairros urbanos foi aumentando.
O encontro ocorreu todos os anos até 1949, quando se transferiu para o Monte Castelo, ficando lá somente um ano. Depois, foi para o Bairro de Fátima, e passou por outros bairros até retornar ao João Paulo, em 1959. Somente na década 1980, a festa ganhou a forma que tem hoje.
No ano de 2006, a Prefeitura de São Luís, depois de ter sancionado a lei que alterou o nome da Avenida João Pessoa para São Marçal, atribuiu à Festa de São Marçal, através da lei Nº 4.626/06, o título de bem cultural e imaterial, transformando a data no Dia Municipal do Brincante de Bumba Meu Boi. Posteriormente, foi construída uma estátua de São Marçal na região, com 5 metros de altura.